# Шелаболиха (река)
Шелабо́лиха — река в Алтайском крае. Впадает слева в Обь в селе Шелаболиха. Длина реки около 21 км.
Высота устья — 170 м над уровнем моря.

## Данные водного реестра
По данным государственного водного реестра России относится к Верхнеобскому бассейновому округу, водохозяйственный участок реки — Обь от города Барнаул до Новосибирского гидроузла, без реки Чумыш, речной подбассейн реки — бассейны притоков (Верхней) Оби до впадения Томи. Речной бассейн реки — (Верхняя) Обь до впадения Иртыша.